# Susanne Wuest
Susanne Wuest, née le 26 septembre 1979 à Vienne en Autriche, est une actrice autrichienne.

## Biographie
Jeune, elle étudie le ballet, le piano et le chant. Après l'école, elle commence au théâtre et à la télévision et au cinéma. En 2007, elle a joué sous la direction de Franz Xaver Kroetz dans la pièce d'Arthur Schnitzler.
En 2010, elle joue la femme du boxeur Max Schmeling, Anny Ondra, aux côtés de Henry Maske.

## Filmographie
- 1995 : Das Freispiel : Harald Sicheritz
- 2002 : Der Wald : Martin Semlitsch
- 2002: Mein Russland : Barbara Gräftner
- 2003 : Donau, Duna, Dunaj, Dunav, Dunarea : Goran Rebic
- 2004 : Antares : Götz Spielmann
- 2006 : Toast : Jessica Hausner
- 2006: Die Geschworene : Nikolaus Leytner
- 2007 : Soko Wien/Donau : Erhard Riedlsperger
- 2008 : Trapped in Perfection : Michel Katz
- 2009 : Thank You, Mr. President : Lenn Kudrjawizki
- 2009: Deutschland 09 : Wolfgang Becker
- 2009: The Secret Society of Fine Arts : Anders Ronnow Klarlund
- 2009: Pepperminta : Pipilotti Rist
- 2010 : Mörderschwestern : Peter Kern
- 2010: Max Schmeling – Eine deutsche Legende : Uwe Boll
- 2010: Carlos – Der Schakal : Olivier Assayas
- 2010: Panta Rhei : Kristin Franke
- 2010: La Lisière – Am Waldrand : Géraldine Bajard
- 2011 : The Hatch : Mike Ahern
- 2011: Molly und Mops : Michael Karen
- 2012 : Schnell ermittelt : Andreas Kopriva
- 2013 : Tatort : Zwischen den Fronten : Harald Sicheritz
- 2013: Paul Kemp : Sabine Derflinger
- 2014 : Judas Goat : Pavel Szczepaniak
- 2014: Schwarzer Zucker : Kristin Franke
- 2014: Goodnight Mommy : Veronika Franz et Severin Fiala
- 2014: Schwarzer Zucker : Kristin Franke
- 2014: Der Kriminalist
- 2015 : Nacht der Angst
- 2016 : Das Geheimnis der Hebamme de Roland Suso Richter
- 2017 : A cure for life
- 2018 : Mon frère s'appelle Robert et c'est un idiot (Mein Bruder heißt Robert und ist ein Idiot) de Philip Gröning
- 2018 : Sunset de László Nemes